# Powstanie starozagorskie
Powstanie starozagorskie (bułg. Старозагорско въстание) – powstanie narodowe Bułgarów przeciwko Imperium Osmańskiemu w 1875 roku.
Jednym z efektów działalności emigracyjnego Bułgarskiego Centralnego Komitetu Powstańczego (Rewolucyjnego) była próba zorganizowania powstania narodowego w 1875 roku. 12 sierpnia 1875 komitet wyznaczył Stefana Stambołowa i Nikołę Obretenowa na przywódców insurekcji, która miała wybuchnąć w mieście Stara Zagora. W uzgodnionym dniu (16 sierpnia) zebrało się jednak niewielu ochotników, w związku z czym powstanie od samego początku nie miało szans powodzenia. W obawie przed represjami ze strony Turków część powstańców ukryła się lub wyemigrowała. Samo powstanie ograniczyło się do kilku epizodów. Jednym z nich była walka braci Michaiła i Georgiego Żekowów i wydarzenia, które po niej nastąpiły. Ścigani przez nieprzyjacielski oddział, bracia ukryli się w stodole, która wkrótce została okrążona przez wroga. Mimo beznadziejnego położenia Żekowie nie zamierzali się poddawać, wobec czego Turcy podpalili stodołę. Michaił spłonął w środku, zaś Georgi został zastrzelony, gdy usiłował uciec. Zdarzenie to doprowadziło do buntu we wsiach w okolicach Starej Zagory. Buntownicy sformowali kilka czet, które zostały wkrótce rozbite przez wojsko osmańskie. Również w okolicach Szumena i Ruse zorganizowano dwie niewielkie czety, które jednak rozpadły się, gdy upadek powstania był przesądzony.
Mimo klęski powstania starozagorskiego i jego lokalnego charakteru, odegrało ono rolę w rozbudzeniu świadomości narodowej Bułgarów i pokazało, że możliwe jest zorganizowanie powstania ogólnonarodowego. Już w rok później, w 1876, wybuchło powstanie kwietniowe, które było największą bułgarską insurekcją w okresie panowania osmańskiego.